# دهستان گورانی
گورانی دهستانی از توابع بخش گهواره شهرستان دالاهو استان کرمانشاه ایران است.

## جمعیت
جمعیت این دهستان بر اساس سرشماری سال ۱۳۸۵ جمعیت آن (۱٬۴۹۹خانوار) ۶٬۵۱۴نفر 
بوده است.